# Amenirdis I.
Amenirdis I., Tochter des kuschitischen Pharaos Kaschta, war um 740 bis 720 v. Chr. während der 25. Dynastie (Dritte Zwischenzeit) „Gottesgemahlin des Amun“.
Amenirdis I. ist die Schwester des Pije und des Schabaka sowie die Adoptivtochter von Schepenupet I. und wird von Pije als zweite „Gottesgemahlin“, neben Schepenupet I., eingesetzt. Sie adoptiert zudem Schepenupet II., die später ebenfalls dieses Amt bekleidet. Sie wird zusammen mit Kaschta, Schepenupet I. und einem gewissen Namilt auf einer Steingefäßinschrift genannt. Ihre Grabkapelle liegt im Tempelbezirk von Medinet Habu, mehrere Statuen sowie ihr Grab befinden sich in Theben-West.